# 2024 у радіо
Список 2024 у радіо описує події у сфері радіомовлення, що відбулися або відбудуться 2024 року.

## Події

### Січень
- 1 січня — Припинення мовлення «Громадського радіо» у Львові на частоті 93.3 МГц.
- 2 січня — Перенесення частоти радіо «Yantarne FM» з 88.9 на 97.6 МГц у Новояворівську та Яворові.
- 7 січня — Відновлення мовлення радіо «Прямий FM» на частоті 98.8 МГц у Білій Церкві.
- 8 січня — Призупинення мовлення радіо «Город FM» на частоті 88 МГц у Нікополі.
- 15 січня — Початок мовлення радіо «Армія FM» у Захарівці на частоті 89,8 МГц.
- 18 січня — Відновлення мовлення радіостанцій «Город FM» на частоті 88 МГц, «Культура» на 95.6 МГц, «Армія FM» на 100.6 МГц, «Промінь» на 101.2 МГц та «Українського радіо» з дніпровською врізкою на 106 МГц у Нікополі.
- 31 січня
  - Початок мовлення радіо «Relax» у Львові на частоті 93.3 МГц.
  - Відновлення мовлення радіо «Relax» у Кривому Розі на частоті 104.7 МГц.
  - Початок мовлення «Громадського радіо» у Чернігові на частоті 105,9 МГц.

### Лютий
- 3 лютого
  - Початок мовлення «Авторадіо» у Житомирі на частоті 107,3 МГц.
  - Початок мовлення «Вільного радіо королівського міста» у Жовкві на частоті 94 МГц.
- 5 лютого — Початок мовлення «Нашого радіо» у Мукачевому на частоті 99,9 МГц.
- 6 лютого
  - Перехід «Українського радіо» з частоти 90,4 МГц на 90 МГц у Кривому Розі (на цій ж частоті припинено мовлення криворізької філії «Українського радіо») та з частоти 98,2 на 88,7 у Чернігові.
  - Перехід радіо «Культура» з частоти 90 МГц на 90,4 МГц у Кривому Розі та з частоти з 88,7 на 98,2 у Чернігові.
- 8 лютого — Початок мовлення радіостанції «X.ON» у Херсоні на частоті 87,7 МГц.
- 9 лютого — Відновлення мовлення радіо «Перець FM» у Покровську на частоті 100,7 МГц та у Краматорську на частоті 105,7 МГц.
- 12 лютого — Початок мовлення «Громадського радіо» у Сумах на частоті 88,6 МГц.
- 14 лютого — Початок мовлення радіостанцій «Промінь» на частоті 103.9 МГц та «Культура» на частоті 99.8 МГц у Новомиколаївці.
- 15 лютого — Призупинення мовлення радіостанції «Classic Radio» у Запоріжжі на частоті 99.3 МГц.
- 16 лютого
  - Початок мовлення радіо «Явір FM» у Мостиській на частоті 97,4 МГц.
  - Початок мовлення радіо «Бліц FM» у Рокитному на частоті 100,3 МГц.
- 19 лютого — Початок мовлення «Нашого радіо» у Ковелі на частоті 92,7 МГц.
- 24 лютого — Припинення мовлення радіо «MIAMI» у цифровому мультиплексі DAB+ у Києві.
- 25 лютого — Відновлення мовлення «Просто Раді.О» у Дніпрі на частоті 105,8 МГц.

### Березень
- 1 березня 
  - Початок мовлення нового регіонального радіо «Мегаполіс» на частотах криворізького радіо «Город FM» у Дніпрі на частоті 90.9 МГц, у Кривому Розі на частоті 105.2 МГц та в Нікополі на частоті 88 МГц.
  - Початок мовлення радіо «Слобожанське FM» у Харкові на частоті 93.1 МГц.
- 2 березня — Початок мовлення «Українського радіо» у Високому на частоті 95,4 МГц згідно з тимчасовим дозволом на мовлення на 1 рік.
- 8 березня — Ребрендинг радіо «Шансон» у «Шлягер FM».
- 21 березня
  - Початок мовлення регіональної версії радіо «Мегаполіс» у Павлограді на частоті 107.9 МГц.
  - Припинення мовлення павлоградського регіонального радіо «Самара».
- 27 березня — Відновлення мовлення радіо «Лозова» на частоті 106.7 МГц в однойменному місті.
- 29 березня 
  - Відновлення мовлення одеського регіонального «Народного радіо».
  - Початок мовлення нового дубенського радіо «Світязь».
  - Початок мовлення радіо «Промінь» у Лозовій на частоті 99.7 МГц.
- 30 березня
  - Початок мовлення радіостанції «Місто над Бугом» у Козятині на частоті 92,7 МГц.
  - Початок мовлення радіостанції «Перець FM» у Фастові на частоті 99,6 МГц.

### Квітень
- 1 квітня — Відновлення мовлення радіо «Львівська хвиля» на частотах 105 МГц у Нововолинську та 89,4 МГц у Горохові.
- 15 квітня — Початок мовлення «Подільського радіо» в Іллінцях на частоті 96,6 МГц.
- 17 квітня
  - Припинення мовлення київської версії радіо «MIAMI».
  - Початок мовлення радіо «Марія» у Києві на частоті 100,5 МГц.
- 18 квітня — Початок мовлення радіо «Марія» у Житомирі на частоті 104,9 МГц.
- 19 квітня — Початок мовлення «Авторадіо» у Сумах на частоті 99,4 МГц.
- 22 квітня — Початок мовлення «Авторадіо» у Запоріжжі на частоті 107 МГц.
- 25 квітня — Початок мовлення радіостанції «Перець FM» у Березані на частоті 87,5 МГц.
- 30 квітня — Початок мовлення нового шосткинського регіонального радіо «Акцент».

### Травень
- 1 травня — Припинення мовлення «Radio ROKS» у Рівному на частоті 102.2 МГц через завершення терміну дії ліцензії на тимчасове мовлення на 1 рік.
- 7 травня — Перхід новодністровської регіональної радіостанції «На своїй хвилі» до цілодобового мовлення.
- 10 травня — Початок тестового мовлення нової рівненської радіостанції «Сфера FM».
- 13 травня — Відновлення мовлення одеської регіональної радіостанції «Europa Plus».
- 21 травня — Початок мовлення радіостанції «Перець FM» у Винарівці на частоті 89,2 МГц.

### Червень
- 4 червня — Початок мовлення радіостанції «DJFM» у Шостці на частоті 100 МГц.
- 5 червня — Початок мовлення «Українського радіо» у Балаклії на частоті 99.3 МГц.
- 10 червня — Відновлення мовлення радіостанції «Classic Radio» у Запоріжжі на частоті 99.3 МГц.
- 14 червня — Відновлення мовлення радіостанції «Прямий FM» у Переяславі на частоті 107.7 МГц.
- 21 червня — Початок мовлення радіостанції «Best FM» у Новомиколаївці на частоті 93,9 МГц згідно з тимчасовим дозволом на мовлення на 1 рік.
- 27 червня — Початок мовлення радіостанції «NovaLine» в Краснопіллі на частоті 88,8 МГц згідно з тимчасовим дозволом на мовлення на 1 рік.

### Липень
- 3 липня — Початок мовлення радіо «Марія» у Запоріжжі на частоті 96.8 МГц згідно з тимчасовим дозволом на мовлення на 1 рік.
- 6 липня
  - Початок мовлення радіостанції «РАІ» в Івано-Франківську на частоті 90,6 МГц.
  - Початок мовлення радіо «Промінь» у Семенівці на частоті 96,1 МГц згідно з тимчасовим дозволом на мовлення на 1 рік.
  - Початок мовлення «Громадського радіо» у Хуторі-Михайлівському на частоті 89,9 МГц, у селищі Велика Михайлівка на частоті 88,7 МГц та у Подільську на частоті 92 МГц згідно з тимчасовим дозволом на мовлення на 1 рік.
- 9 липня — Початок мовлення радіостанції «Best FM» у Костянтинівці на частоті 91,8 МГц, у Краматорську на частоті 88,1 МГц та у Покровську на частоті 101,9 МГц згідно з тимчасовим дозволом на мовлення на 1 рік.
- 10 липня — Початок мовлення радіо «Промінь» у Ріпках на частоті 93,6 МГц згідно з тимчасовим дозволом на мовлення на 1 рік.
- 12 липня
  - Початок мовлення радіо «Культура» у Покровську на частоті 99,6 МГц згідно з тимчасовим дозволом на мовлення на 1 рік.
  - Відновлення мовлення радіостанції «FM Галичина» у Стрию та Моршині на частоті 107,9 МГц.
- 14 липня — Початок мовлення дубенського радіо «Світязь» у Нововолинську на частоті 98,1 МГц.
- 17 липня — Відновлення мовлення радіо «Power FM» у Березані на частоті 96,6 МГц.
- 18 липня
  - Початок мовлення радіостанції «NovaLine» у Великому Бурлуці на частоті 99.6 МГц згідно з тимчасовим дозволом на мовлення на 1 рік.
  - Початок мовлення радіо «Промінь» у Городні на частоті 97,5 МГц згідно з тимчасовим дозволом на мовлення на 1 рік.
- 30 липня — Припинення мовлення радіо «Промінь» у Городні на частоті 97,5 МГц, у Ріпках на частоті 93,6 МГц та у Семенівці на частоті 96,1 МГц.

### Серпень
- 12 серпня — Початок мовлення радіостанції «X.ON» у Високому на частоті 93,6 МГц згідно з тимчасовим дозволом на мовлення на 1 рік.
- 13 серпня — Відновлення мовлення радіостанцій «Power FM» та «DJFM» у цифровому мультиплексі DAB+ у Києві.
- 16 серпня — Початок мовлення радіо «Шлягер FM» у Лубнах на частоті 104 МГц.
- 20 серпня — Відновлення мовлення одеського регіонального радіо «MIAMI».
- 24 серпня — Початок мовлення нової радіостанції «Radio Champion Casino».
- 27 серпня — Припинення мовлення радіостанції «Перець FM» у Запоріжжі на частоті 101.3 МГц.
- 28 серпня — Початок мовлення «Громадського радіо» у Покровську на частоті 99.6 МГц згідно з тимчасовим дозволом на мовлення на 1 рік.
- 31 серпня — Відновлення мовлення «Бізнес Радіо» у цифровому мультиплексі DAB+ у Києві.
- Початок мовлення нової радіостанції «DJFM Dance».
- Початок мовлення радіостанції «DJFM Dance» у цифровому мультиплексі DAB+ у Києві.

### Вересень
- 1 вересня — Початок мовлення «Українського радіо» у Першотравенську на частоті 94,8 МГц згідно з тимчасовим дозволом на мовлення на 1 рік.
- 4 вересня — Початок мовлення радіостанції «Best FM» у Ріпках на частоті 93.6 МГц згідно з тимчасовим дозволом на мовлення на 1 рік.
- 5 вересня — Початок мовлення радіостанції «Best FM» у Городні на частоті 97.5 МГц та у Семенівці на частоті 96.1 МГц згідно з тимчасовим дозволом на мовлення на 1 рік.
- 6 вересня 
  - Початок мовлення радіостанції «Шлягер FM» у Білій Церкві на частоті 88,8 МГц.
  - Відновлення мовлення радіо «MIAMI» в Петровірівці на частоті 105.8 МГц.
- 9 вересня — Початок мовлення нового спортивного «Champion Radio».
- 10 вересня
  - Початок мовлення радіостанції «Best FM» у Конотопі на частоті 88.5 МГц згідно з тимчасовим дозволом на 1 рік.
  - Початок повноцінного мовлення рівненської радіостанції «Сфера FM».
- 14 вересня — Початок мовлення радіо «Армія FM» на частоті 88.9 МГц у Новояворівську та Яворові.

### Жовтень
- 1 жовтня
  - Припинення мовлення радіостанції «Power FM» у Запоріжжі на частоті 105.1 МГц.
  - Ребрендинг нововолинського радіо «Нова» у «Радіо Буг».

### Листопад
- 1 листопада — Початок мовлення «Radio ROKS» у Кам'янці-Подільському на частоті 92.9 МГц.
- 2 листопада — Початок мовлення рівненського радіо «Respect» у Радивилові на частоті 89.6 МГц.
- 15 листопада — Перхід регіональної радіостанції «Городок FM» до цілодобового мовлення.
- 16 листопада — Ребрендинг «Бізнес Радіо» у «Magic Radio».
- 27 листопада — Початок мовлення «Українського радіо» у Новому Бузі на частоті 103.9 МГц та у Баштанці на частоті 98 МГц згідно з тимчасовим дозволом на мовлення на 1 рік.

### Грудень
- 1 грудня — Початок мовлення радіостанції «Перець FM» у Димері на частоті 88.1 МГц згідно з тимчасовим дозволом на мовлення на 1 рік.
- 11 грудня — Початок мовлення нового волинського спортивного радіо «Конкурент».
- 22 грудня — Початок мовлення радіо «Культура» у Межовому на частоті 105.5 МГц згідно з тимчасовим дозволом на мовлення на 1 рік.
- 23 грудня — Початок мовлення нового радіо «Ми — Україна».
- 24 грудня — Початок мовлення «Українського радіо» у Межовому на частоті 90.7 МГц згідно з тимчасовим дозволом на мовлення на 1 рік.
- 26 грудня — Початок мовлення радіо «Промінь» у Межовому на частоті 95.7 МГц згідно з тимчасовим дозволом на мовлення на 1 рік.